# Kabinett Muzito

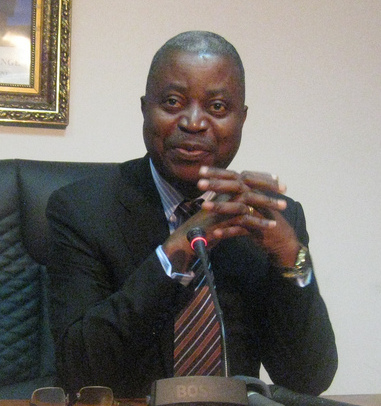
Der Premierminister und Regierungschef der DR Kongo, Adolphe Muzito

Das Regierungskabinett der Demokratischen Republik Kongo wurde von Präsident Joseph Kabila nach den demokratischen Wahlen in der Demokratischen Republik Kongo 2006 ernannt. Nachdem es am 10. Oktober 2008 einen Wechsel auf dem Posten des Premierministers von Antoine Gizenga zu Adolphe Muzito gab, verkündete Kabila das nachfolgende Kabinett:
| Amt                                                                           | Name                            | Vizeminister                             |
| ----------------------------------------------------------------------------- | ------------------------------- | ---------------------------------------- |
| Ministre de l'Intérieur et Sécurité                                           | Célestin Mbuyu Kabangu          | Zéphyrin Mungongo                        |
| Ministre de la Défense nationale et des Anciens Combattants                   | Charles Mwando Simba            | Oscar Masamba Matebo                     |
| Ministre des Affaires étrangères                                              | Alexis Tambwe Muamba            | Ignace gata Mavita Colette Tshomba Tundu |
| Ministre de la Décentralisation et Aménagement du territoire                  | Antipas Mbusa Nyamwisi          |                                          |
| Ministre de la Coopération internationale et régionale                        | Raymond Tshibanda Tunga Mulongo |                                          |
| Ministre de la Justice                                                        | Luzolo Bambi Lessa              | Musonda Kalusambo                        |
| Ministre des Relations avec le Parlement                                      | Adolphe Lumanu Bolemba Sefu;    |                                          |
| Ministre des Infrastructures, Travaux publics et Reconstruction               | Pierre Lumbi Okongo             | Gervais Ntirumenye                       |
| Ministre des Finances                                                         | Athanase Matenda Kyelu          | César Lubamba Ngimbi                     |
| Ministre du Plan                                                              | Olivier Kamitatu Etsu           |                                          |
| Ministre du Budget                                                            | Michel Lokola Elemba            | Alain Lubamba wa Lubamba                 |
| Ministre de l'Environnement, Conservation de la Nature et du Tourisme         | José Endundo Bononge            |                                          |
| Ministre de l'Economie nationale et Commerce                                  | André-Philippe Futa             |                                          |
| Ministre du Portefeuille                                                      | Jeannine Mabunda Lioko          |                                          |
| Ministre de l'Agriculture                                                     | Norbert Basengezi               |                                          |
| Ministre des Transports et Voies de communication                             | Mathieu Pita                    |                                          |
| Ministre des Mines                                                            | Martin Kabwelulu Labilo         | Victor Kasongo Shomari                   |
| Ministre de l'Energie                                                         | Laurent Musangisa               |                                          |
| Ministres des Hydrocarbures                                                   | René Isekemanga Iteka           | Gustave Beya Siku                        |
| Ministre des PTT                                                              | Louise Munga Isozi              |                                          |
| Ministre de l'Industrie                                                       | Simon Mboso Kiamputu            |                                          |
| Ministre de la Communication et Médias                                        | Lambert Mende Omalanga          |                                          |
| Ministre de la Santé publique                                                 | Auguste Mopipi Mukulumanya      |                                          |
| Ministre de l'Enseignement primaire, secondaire et professionnel              | Macaire Mwangu Famba            | Arthur Sedoye Ngomo                      |
| Ministre de l'Enseignement supérieur et universitaire                         | Dr Mashako Mamba                | Bokele Djema                             |
| Ministre des Affaires foncières                                               | Kisimba Ngoy Mage               |                                          |
| Ministre de l'Urbanisme et Habitat                                            | Générose Lushiku Muya           |                                          |
| Ministre de l'Emploi, du Travail et de la Prévoyance sociale                  | Ferdinand Kabobere Kalumbi      |                                          |
| Ministre de la Fonction publique                                              | Michel Motoro Bodiase           |                                          |
| Ministre de la Culture et des Arts                                            | Esdras Kambale baekwa           |                                          |
| Ministre du Développement rural                                               | Safi Adilu                      | Willy Mbobo Nzumba                       |
| Ministre de la Jeunesse et des Sports                                         | Patrick Sulubika Matshembela    |                                          |
| Ministre des Petites et Moyennes Entreprises                                  | Claude Basibuwe Nyamungabo      |                                          |
| Ministre de la Recherche Scientifique                                         | Joseph Kitititho Afata          |                                          |
| Ministre des Droits humains                                                   | Mpio Karura                     |                                          |
| Ministre du Genre, de la Famille et de l'Enfant                               | Marie Ange Lukiana              |                                          |
| Ministres des Affaires sociales, Actions humanitaires et Solidarité nationale | Barthélemy Botshwali Lengomo    |                                          |